# Mithridates IV của Pontos
Mithridates IV Philopator và Philadelphus (tiếng Hy Lạp: Mιθριδάτης ὁ Φιλoπάτωρ καὶ Φιλάδελφoς, có nghĩa là "Mithridates người được cha yêu quý và được anh yêu quý".).Vua thứ sáu của Pontus và con trai của Mithridates III. Việc ông lên làm vua vẫn là một ẩn số,và lần đầu tiên chúng ta biết đến sự cai trị của ông là vào năm 154 TCN.khi ông được đề cập là đã gửi một lực lượng phụ trợ hỗ trợ cho vua Attalus II chống lại Prusias II, vua Bithynia - đây là một sự kiện quan trọng, vì nó báo hiệu khởi đầu của một chính sách hữu nghị của Pontus với Rome và các đồng minh của mình mà còn kéo dài tới trước thời Mithridates VI Eupator.Một thông tin khác đề cập đến là chúng ta biết được vào khoảng 25 năm trước (179 TCN):ông có mặt cùng với anh trai Pharnace I trong việc ký hiệp ước với vua Eumenes II của Pergamon.